# Elattoneura cellularis
Elattoneura cellularis é uma espécie de libelinha da família Protoneuridae.
Pode ser encontrada nos seguintes países: Angola, Botswana, República do Congo, República Democrática do Congo, Malawi, Moçambique, Namíbia, Tanzânia, Zâmbia e Zimbabwe.
Os seus habitats naturais são: lagos de água doce.